# Alexander Ramsey
Alexander Ramsey, född 8 september 1815 i Hummelstown i Pennsylvania, död 22 april 1903 i Saint Paul i Minnesota, var en amerikansk politiker. 
Han representerade Pennsylvania i representanthuset och Minnesota i senaten, tjänstgjorde som guvernör i både Minnesotaterritoriet och delstaten Minnesota samt som borgmästare i Saint Paul. Han var dessutom USA:s krigsminister under president Rutherford B. Hayes 1879-1881.

## Biografi
Ramsey studerade vid Lafayette College i Easton i Pennsylvania. Han inledde 1839 sin karriär som advokat i Harrisburg. Han var ledamot av representanthuset för whigpartiet 1843-1847. Han var sedan den första guvernören i Minnesotaterritoriet 1 juni 1849 - 15 maj 1853. Han bytte senare parti till republikanerna.
Ramsey var borgmästare i Saint Paul 1855-1856. När Minnesota blev delstat, kandiderade han i det första guvernörsvalet som han förlorade mot demokraten Henry Hastings Sibley. När Sibley inte ställde upp till omval, lyckades Ramsey vinna det andra guvernörsvalet. Han var delstatens guvernör 2 januari 1860 - 10 juli 1863.
Han var sedan republikansk senator 1863-1875. Han efterträdde George W. McCrary som krigsminister 10 december 1879 och tjänstgjorde till slutet av president Hayes ämbetsperiod. Han var därefter ordförande för Utahkommissionen som sysslade med polygamifrågan fram till 1886.